# Shin Sung-mo
Đây là một tên người Triều Tiên, họ là Shin.
Shin Sung-mo (tiếng Hàn Quốc: 신성모, 20 tháng 10 năm 1891 – 29 tháng 5 năm 1960) là quyền thủ tướng vào năm 1950 sau thủ tướng đầu tiên của Hàn Quốc, Lee Beom-seok. Ông từng là Bộ trưởng Quốc phòng trong Chiến tranh Triều Tiên.